# Black Mass Krakow 2004
Black Mass Krakow 2004 är en live-DVD av det norska black metal-bandet Gorgoroth. DVD:n består av Gorgoroths ökända spelning i Kraków, Polen 2004.

## Låtlista
1. Procreating Satan
2. Forces of Satan Storms
3. Possesed (by Satan)
4. Bergtrollets Hevn
5. The Rite of Infernal Invocation
6. Profetens Appenbaring
7. Of Ice and Movement...
8. Ødeleggelse og Undergang
9. Blood Stains the Circle
10. Unchain My Heart
11. Revelation of Doom
12. Destroyer
13. Incipt Satan

## Medlemmar på DVD:n
- Gaahl - sång
- Infernus - gitarr
- King ov Hell - basgitarr

### Gästmusiker
- Kvitrafn - trummor
- Apollyon - gitarr